# Kebatshabile Disele
Kebatshabile Lorato Disele foi uma política de Botswana. Ela foi uma das duas primeiras mulheres membros da Assembleia Nacional, servindo de 1974 a 1984. Ela também actuou como Ministra do Interior de 1979 a 1984.

## Biografia
Disele nasceu em Kanye em junho de 1924. Ela frequentou a escola primária de Kanye entre 1930 e 1941, e depois o Instituto Tigerkloof na África do Sul de 1942 a 1948. Em 1949 ela casou-se com Kago Disele, com quem teve quatro filhos. Ela trabalhou brevemente como professora em 1952 e depois como escriturária de 1957 a 1964. Ela ingressou nos correios em 1964, inicialmente como agente do correio part-time. Depois de um período como assistente de contas de 1966 a 1967, ela voltou a ser uma postmistress até 1972, quando se tornou controladora adjunta do Post Office Savings Bank.
Após as eleições gerais de 1974, Disele foi uma das duas mulheres indiretamente eleitas para o Parlamento ao lado de Gaositwe K. T. Chiepe. Membro do Partido Democrático do Botswana, foi reeleita após as eleições de 1979, após as quais foi nomeada Ministra do Interior. Ela permaneceu como membro do parlamento e ministra até 1984. Ela contestou o eleitorado de Ngwaketse South nas eleições de 1984, perdendo para o candidato da Frente Nacional de Botswana.